# Catoira
Catoira é um município da Espanha na província de Pontevedra, comunidade autónoma da Galiza. Tem 29,1 km² de área e em 2021 tinha 3 316 habitantes (densidade: 114 hab./km²).

## Demografia
| Variação demográfica do município entre 1991 e 2004 | Variação demográfica do município entre 1991 e 2004 | Variação demográfica do município entre 1991 e 2004 | Variação demográfica do município entre 1991 e 2004 |
| --------------------------------------------------- | --------------------------------------------------- | --------------------------------------------------- | --------------------------------------------------- |
| 1991                                                | 1996                                                | 2001                                                | 2004                                                |
| 3653                                                | 3612                                                | 3451                                                | 3510                                                |

## Património edificado
- Torres do Oeste